# Vrnjačka Banja
Vrnjačka Banja (izvirno srbsko Врњачка Бања) je mesto v Srbiji, ki je središče istoimenske občine; slednja pa je del Raškega upravnega okraja.
Vrnjačka Banja je eno najbolj znanih zdravilišč in kopališč v Srbiji. Naselje leži na nadmorski višini 230 m v osrednji Srbiji ob severnem vznožju planine Goč (1147 m) in Zahodno Moravo  oddaljeno okoli 200 km od Beograda, 25 km od Kraljeva in 7 km od Trstenika.

### Mineralne vode
V Vrnjački Banji je sedem zdravilnih izvirov tople in hladnih mineralnih vod. To so: Topla voda, Slatina, Snežnik, Jezero, Borjak, Beli izvor in Vrnjačko vrelo. Od teh izvirov se za zdravstvene terapije koristijo štirje: Topla voda, Snežnik, Jezero in Slatina. Topli vrelec ima temperaturo 37,5ºC. Hladni vrelci pa imajo  temperaturo  med 17ºC (Snežnik) in 14ºC (Slatina).

### Demografija
V naselju živi 7.996 polnoletnih prebivalcev, pri čemer je njihova povprečna starost 41,2 let (40,0 pri moških in 42,3 pri ženskah). Naselje ima 3.703 gospodinjstev, pri čemer je povprečno število članov na gospodinjstvo 2,67.
|  |

| Demografija | Demografija     | Demografija     |
| Leto        | Št. prebivalcev | Št. prebivalcev |
| ----------- | --------------- | --------------- |
|             |                 |                 |
|             |                 |                 |
|             |                 |                 |
|             |                 |                 |
| 1948        | 2355            |                 |
| 1953        | 3158            |                 |
| 1961        | 4971            |                 |
| 1971        | 6520            |                 |
| 1981        | 9699            |                 |
| 1991        | 9812            | 9568            |
| 2002        | 10273           | 9877            |
|             |                 |                 |